# فرانسيسكو ميكسيدو
فرانسيسكو ميرا ميكسيدو (بالإنجليزية: Francisco Meira Meixedo) (مواليد 19 مايو 2001) هو لاعب كرة قدم برتغالي محترف يلعب في نادي بورتو كحارس مرمى.